# لسنیتسه
لسنیتسه (به چکی: Lesnice) یک منطقهٔ مسکونی در جمهوری چک است که در ناحیه شومپرک واقع شده‌است. لسنیتسه ۷٫۳۲ کیلومتر مربع مساحت و ۶۱۱ نفر جمعیت دارد و ۲۷۴ متر بالاتر از سطح دریا واقع شده‌است.